# Шопка

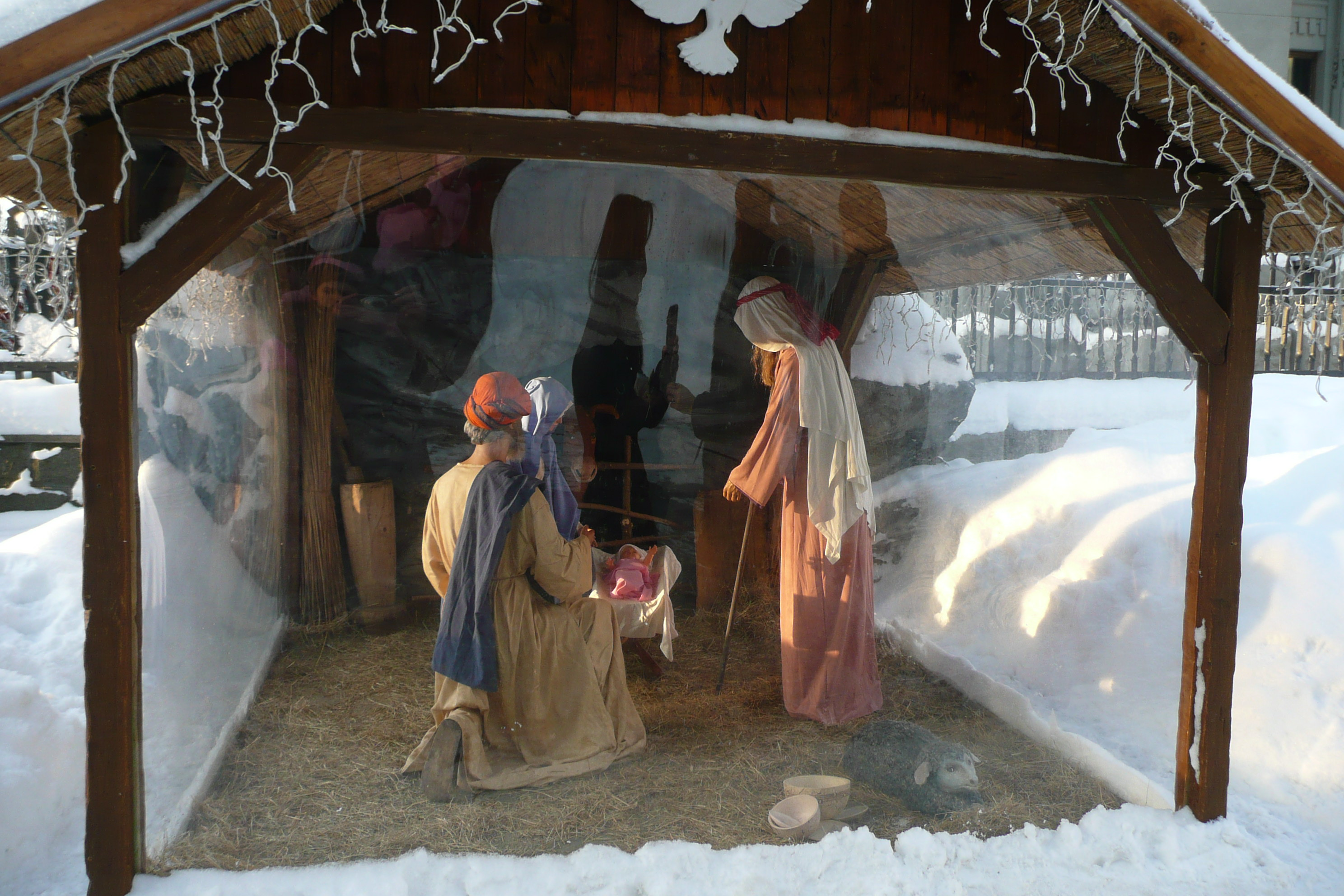
Шопка в Києві

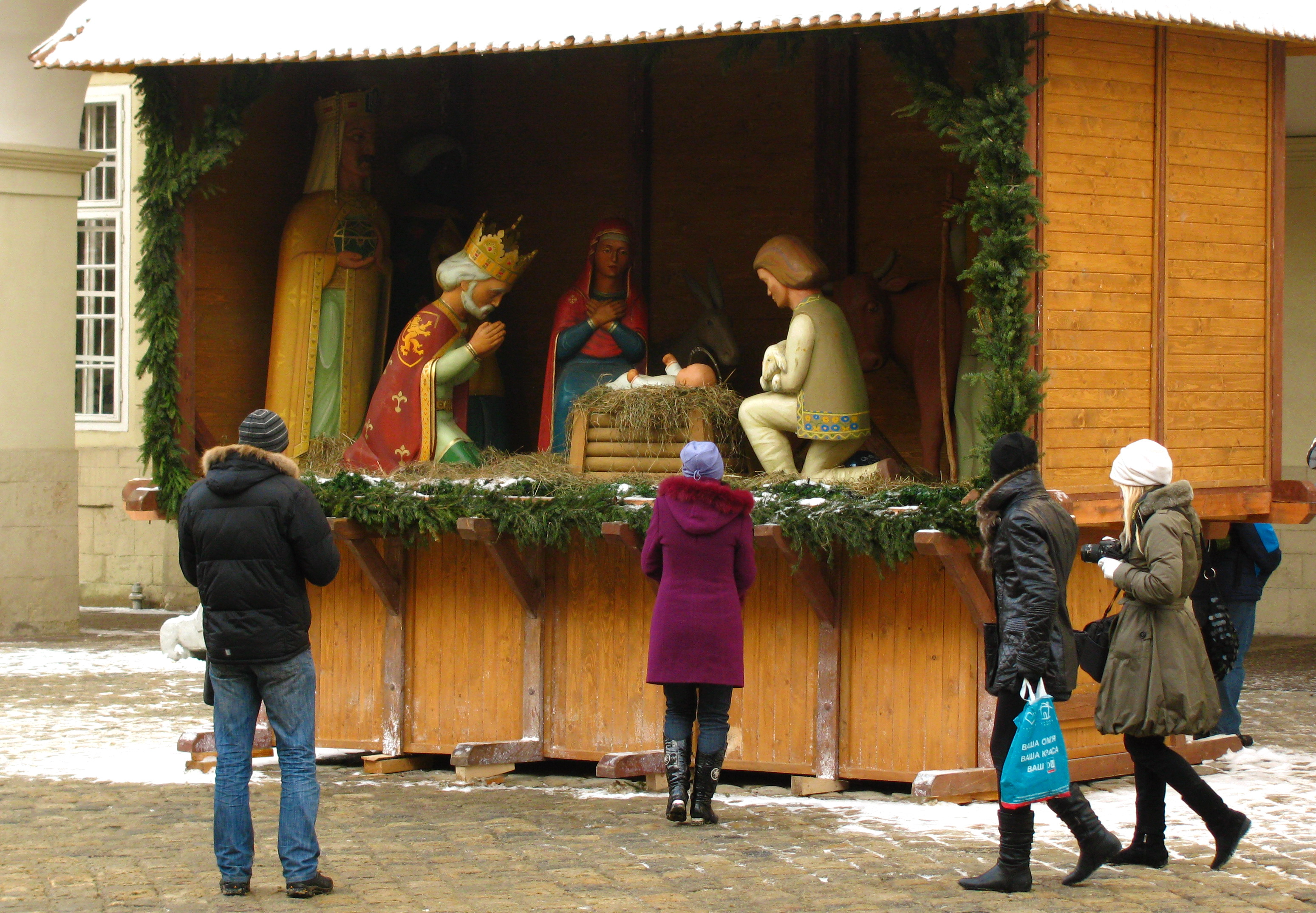
Шопка перед Львівською ратушею

Шо́пка (пол. szopka, пор. «шіпка» — «повітка», «ятка») також різдвяний верте́п, верте́пна скри́ня (італ. presepe) — різновид вертепу, переважно макет, що зображає вифлеємську стайню, в ніч Різдва Христового. Може бути виконана як у мініатюрі, так і у великих розмірах. Обов'язковими елементами є фігури Ісуса Христа, Матері Божої та святого Йосипа; залежно від варіацій, в шопці можуть також бути пастушки, скотина, три царі чи інші персонажі. Інколи встановлюють живі шопки, в яких замість фігур беруть участь живі люди і звірі. Встановлення шопок є однією з найпопулярніших різдвяних традицій в Європі та Північній Америці.

## Історія
За легендою, традиція встановлювати різдвяні шопки започаткував святий Франциск Ассізький. Першу шопку він підготував із благословення папи Гонорія ІІІ у містечку Греччо в Італії 1223 року, щоб перенести акцент у святкуванні Різдва Христового зі світського матеріалізму та подарунків на поклоніння Ісусу.[джерело?] Уже через 100 років різдвяні шопки встановлювали у всіх італійських церквах; з Італії цю традицію перенесли й на всю Європу, а звідти — в країни Північної Америки. В Україні шопки набули популярності передовсім у західних областях, де традиції їх встановлення успадкувалися від багаторічної приналежності до Польщі.
Шопки можуть значно видозмінюватися. Це стосується як і матеріалу, з якого виготовлені фігури, так і від самого набору фігур. Серед Святого Сімейства можуть зображати відомих політиків чи культурних діячів; персонажі можуть бути зображені в національному одязі чи набувати національних рис обличчя.
У США проти традиції встановлення різдвяних шопок в офіційних установах, школах та лікарнях викликають непоодинокі суперечки. Противники цих традицій неодноразово через суд намагалися добитися заборони на встановлення шопок, мотивуючи це тим, що вони суперечать принципам відмежування держави і релігії та свободи віросповідань.[джерело?]

## Галерея

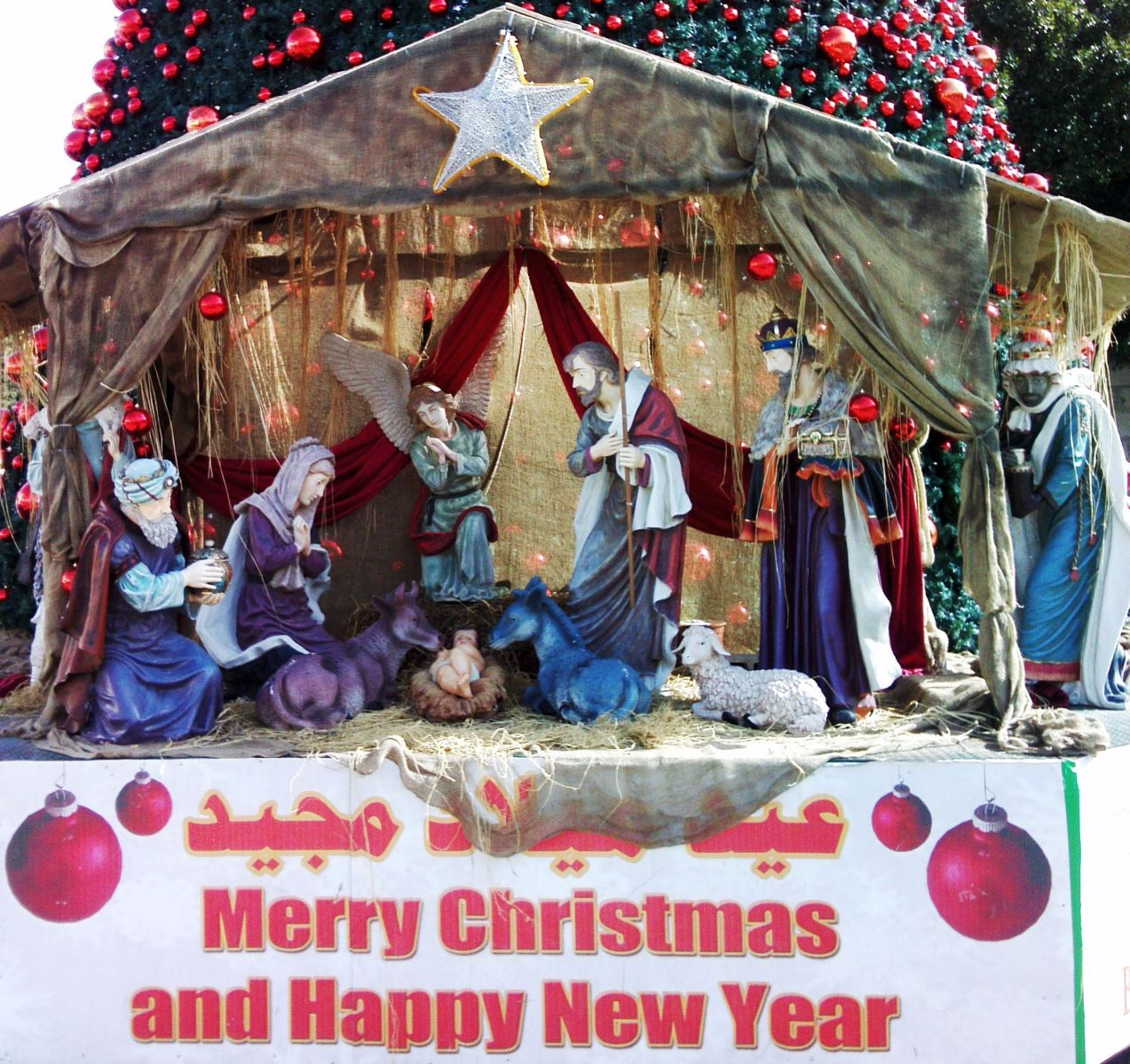
Шопка у Вифлеємі, між православною церквою Різдва Христового та міською площею (2014 р.)
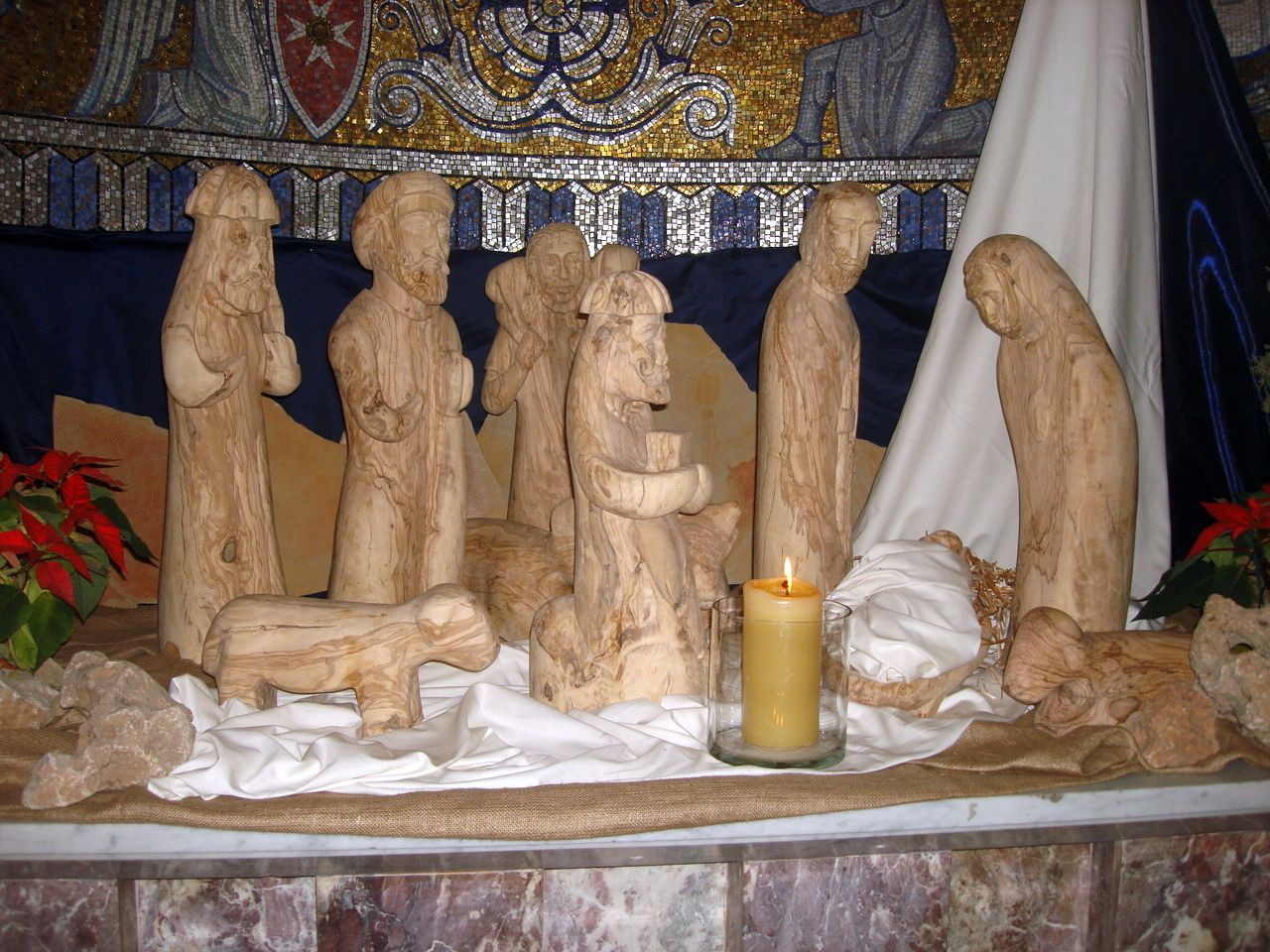
Шопка у Єрусалимі, католицький храм Успіння Богородиці (2014 р.)
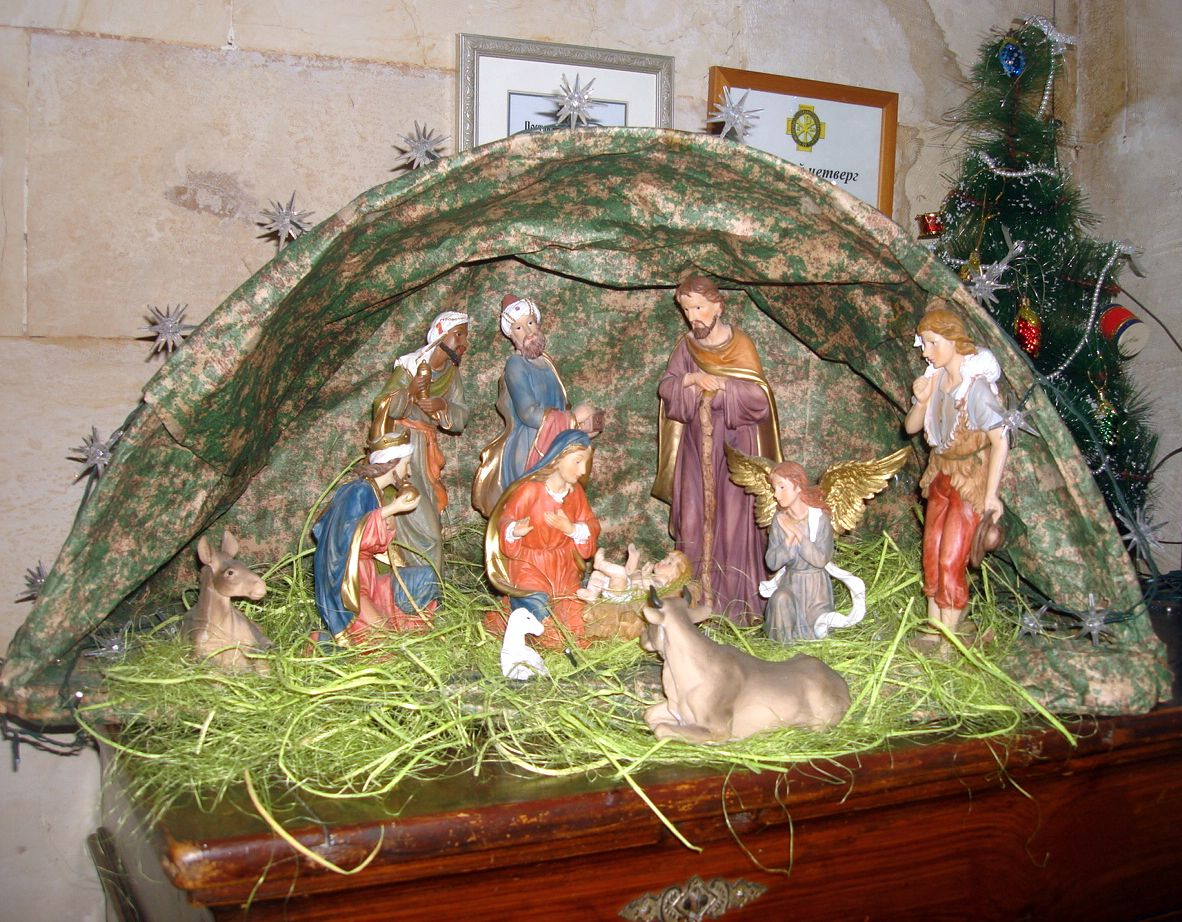
Шопка у Єрусалимі, Олександрівське подвір'я Імператорського православного палестинського товариства (власність Дому Романових), 2014 рік
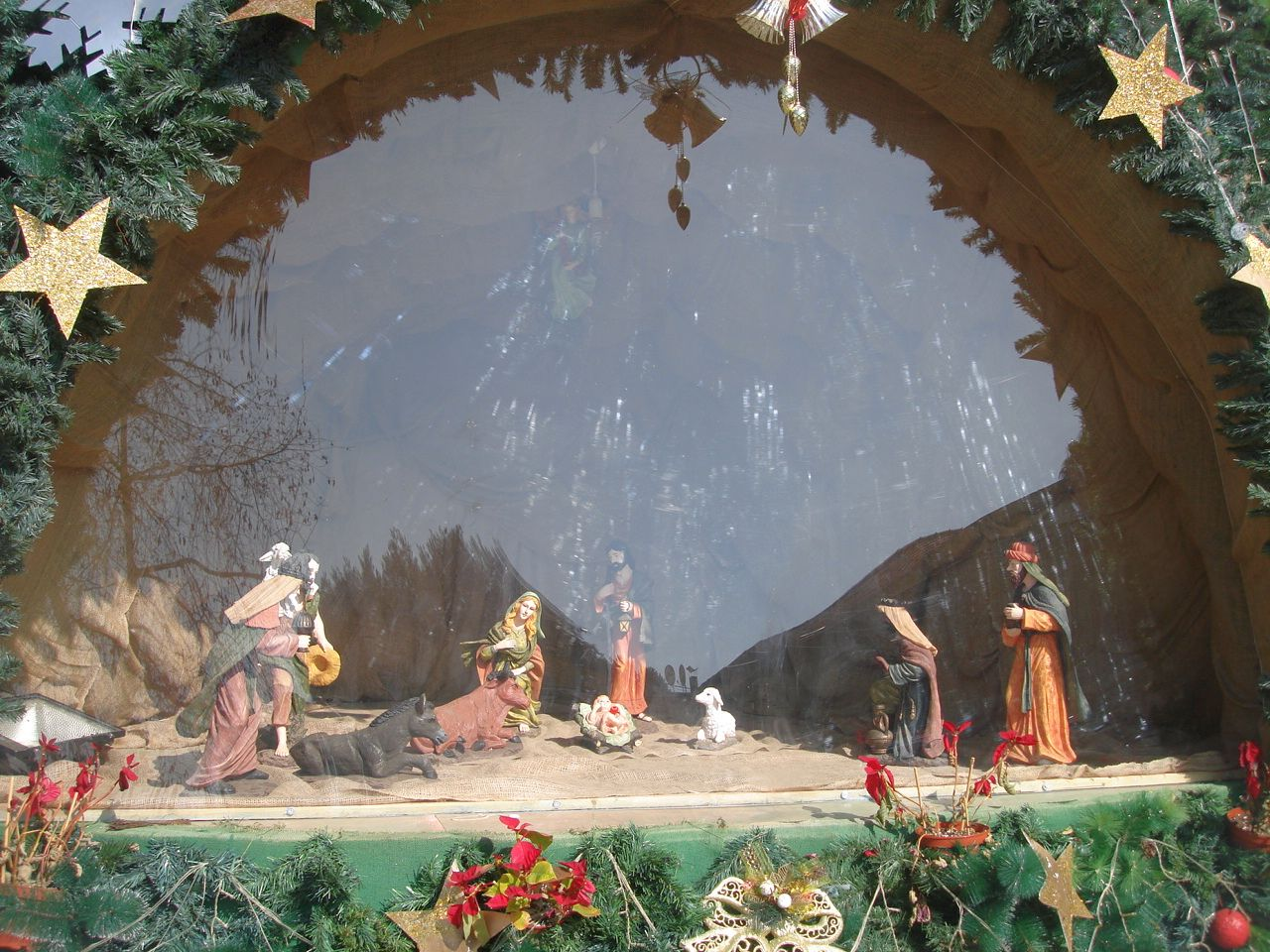
Шопка у Назареті, православна церква архангела Гавриїла над джерелом Марії (2014 р.)
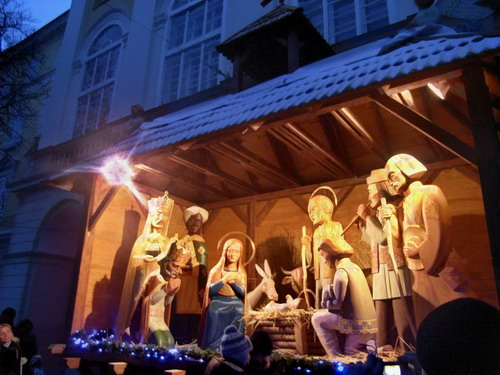
Шопка перед львівською ратушею
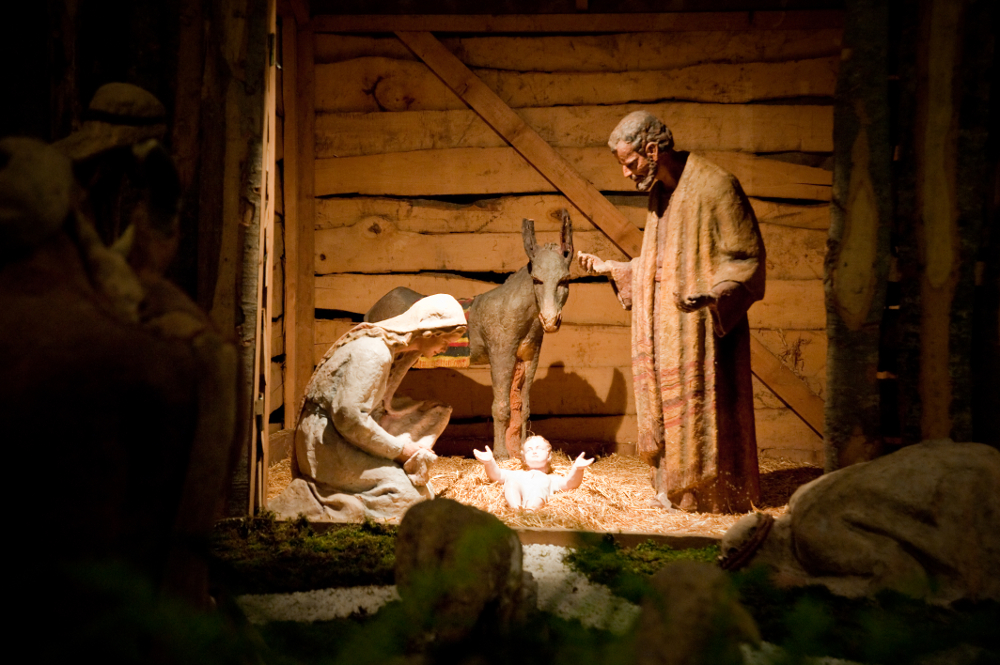
Шопка в Рієці
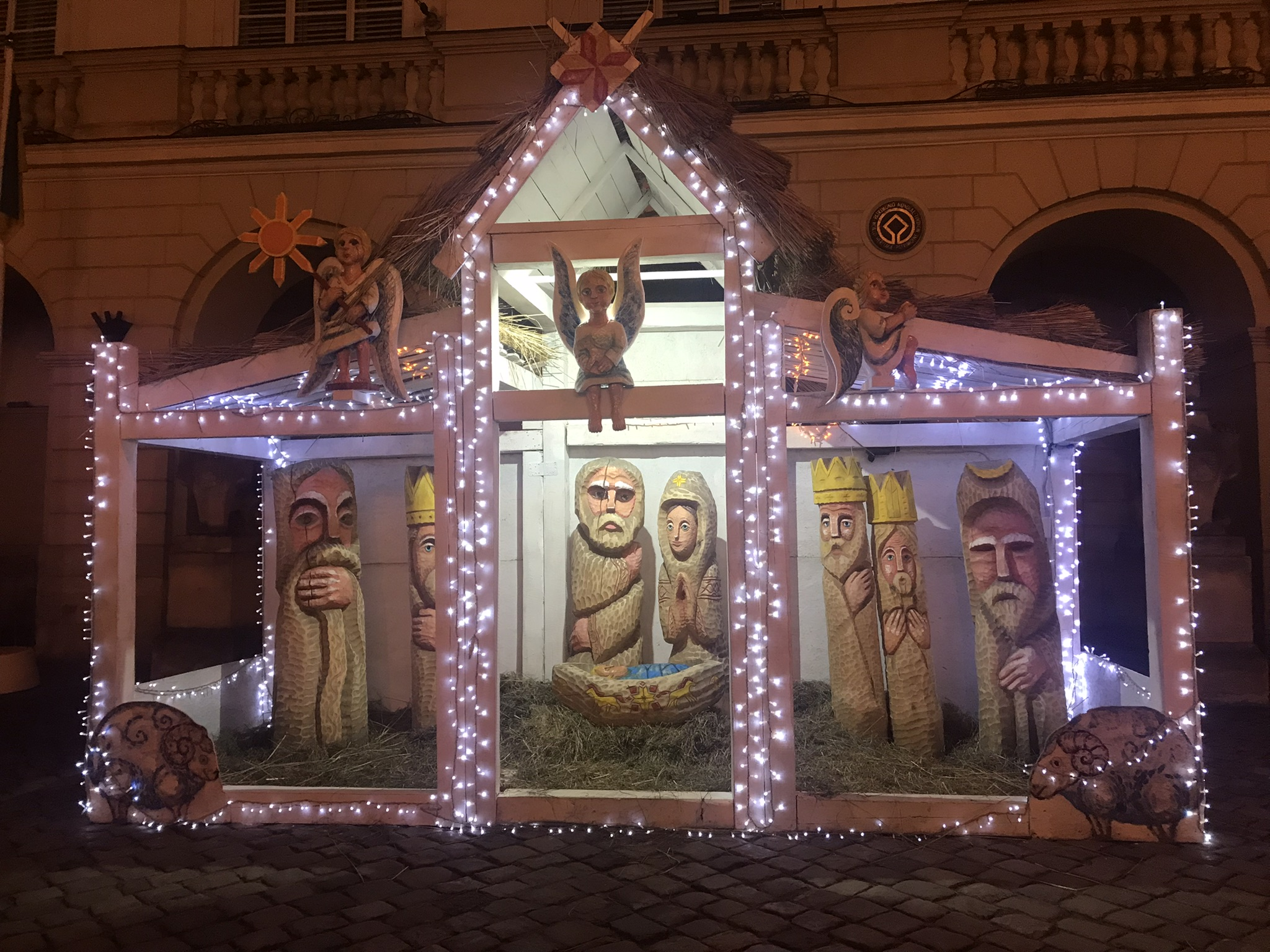
Різдвяна шопка у Львові
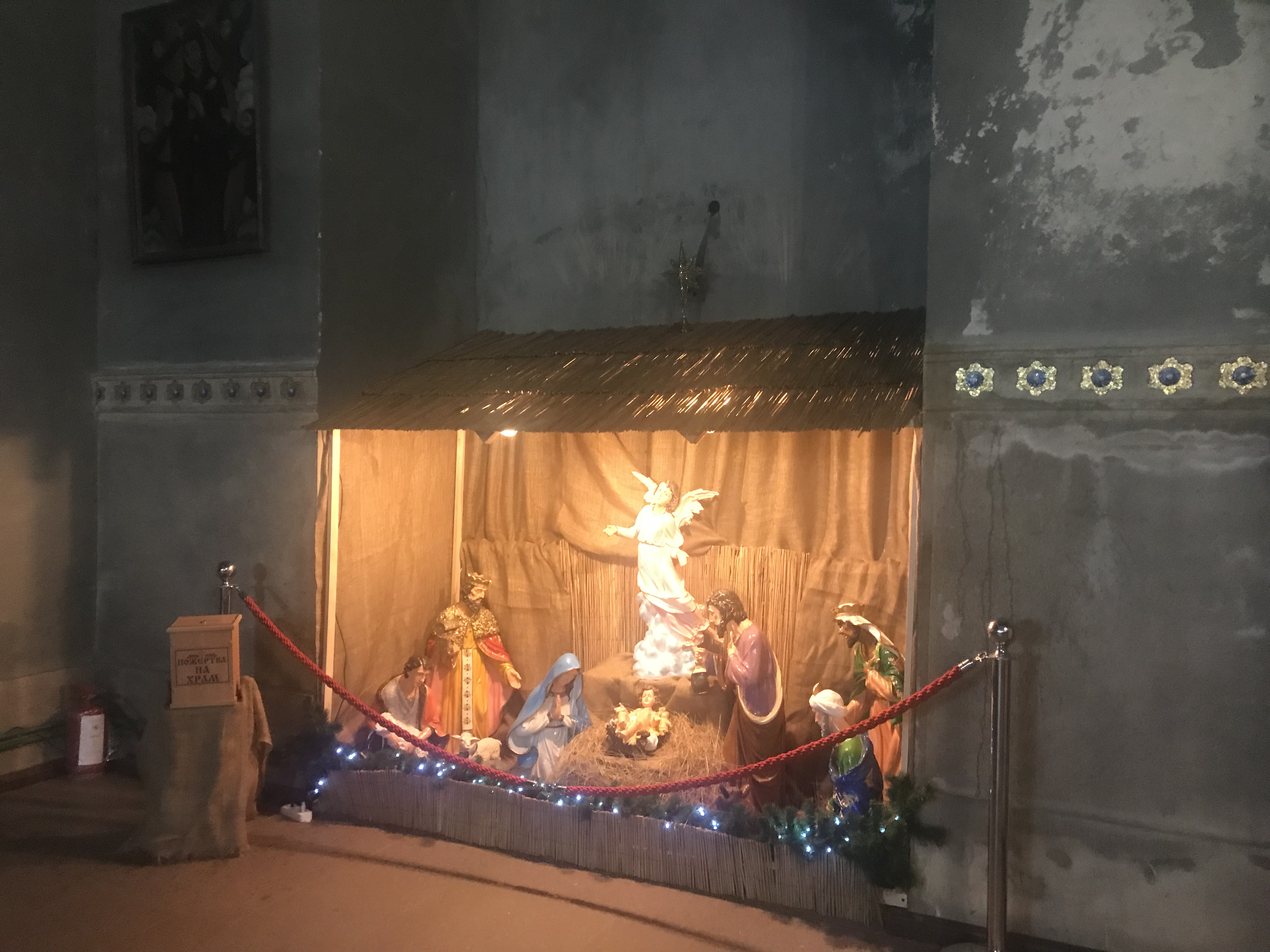
Шопка у Вірменському соборі у Львові
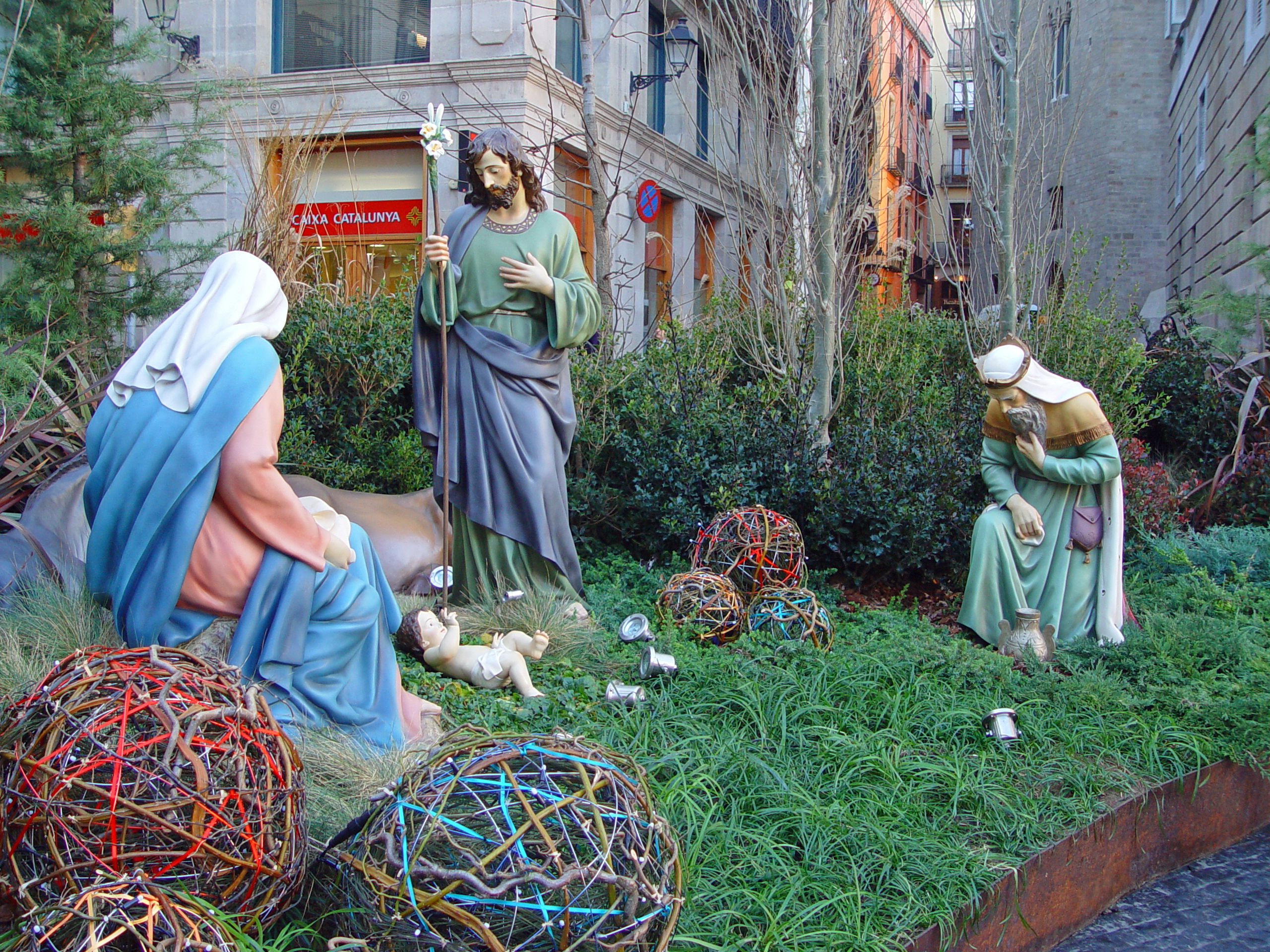
Шопка у Барселоні

## Шопка у Ватикані
Найвідоміші різдвяні фігури в Італії виготовляють з ялини скульптори і пильщики з містечка Тезеро, що розташоване високо в Альпах. Ця традиція має багатовікову історію. Уперше за межами містечка основні фігури — Святого Сімейства і волхвів — були установлені святим Вікентієм Паллотті у римському храмі Сант Андреа делла Валле 1842 року. У ХХ ст. фігури з Тезеро стали привозити до Ватикану.
Традицію встановлення шопок на П'яцца Сан П'єтро у Ватикані перед різдвяною ялинкою започаткував Папа Римський Іоанн Павло ІІ 1982 року. Відповідальним за дизайн шопок є відділ проектів Губернаторства Ватикану. Церемонія відкриття щороку відбувається 24 грудня. Цьому передує процедура благословення у Залі Павла VI, де проходять зимові папські аудієнції.
2006 року на правах оренди були виставлені 17 фігурок із Тезеро. Серед фігурок були представлені селяни, флейтист, волинщик і пастух Тітаока із ягнятком, що є типовим персонажем у регіоні Тренто на півночі Італії.
2007 року сцена народження Христа була вміщена у стилізований будинок Йосипа у Назареті, а не Вифлеємі. За поясненням офіційних осіб, шопку виконали у стилі фламандської школи XVI ст. Нетипова шопка сприяла певному творчому пошуку напередодні Різдва в інших італійських містах. Так, у Неаполі перед яслами серед пастухів з'явились фігури Елвіса Преслі і Прем'єр-міністра Сільвіо Берлусконі.
2012 року декорація складалась із трьох частин: центральна присвячена народженню Христа, а бічні — Благовіщенню і принесенню Ісуса до храму. Для шопки традиційно використали фігури з храму Сант Андреа делла Валле, а для сцени Благовіщення — фігури ангелів, привезених з мексиканського штату Пуебла.